# Félix Édouard Guérin-Méneville
Félix Édouard Guérin-Méneville est un entomologiste français, né le 12 octobre 1799 à Toulon et mort le 26 janvier 1874 .

## Biographie
Il est l’auteur de près de 400 publications sur les insectes. Il faut notamment citer sa collaboration à la partie consacrée aux insectes dans l’Encyclopédie méthodique (1825) et surtout son Iconographie du Règne Animal de Georges Cuvier 1829-1844 comprenant deux volumes et 4 600 figures complétant l’œuvre de Georges Cuvier (1769-1832) et de Pierre André Latreille (1762-1833).
De 1822 à 1825, il est l'un des scientifiques qui prennent part à l'expédition de Louis Isidore Duperrey à bord de La Coquille. Au cours de ce voyage autour du monde, il a décrit et dessiné de nombreux insectes.

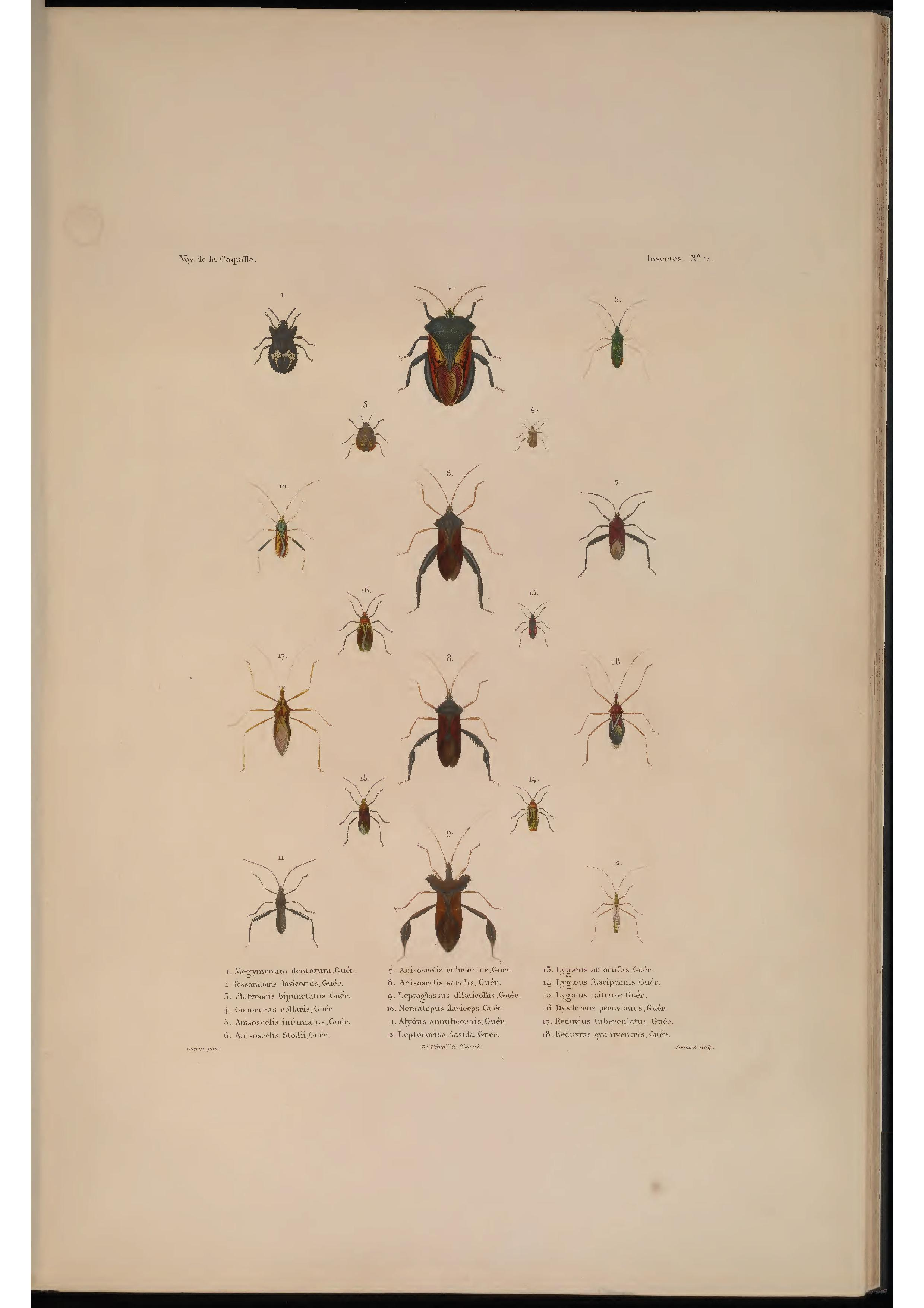
Planche illustrée par Félix Édouard Guérin-Méneville, dans Voyage autour du monde exécuté par ordre du roi, sur la corvette de la majesté La Coquille, pendant les années 1822 - 1823 - 1824 - 1825, figurant de nouvelles espèces de punaises.

De 1833 à 1838, il fait paraître avec Achille Rémy Percheron (1797-1869) le Genera des Insectes, incomplet, et de 1833 à 1840 avec Gaspard Joseph Martin Saint-Ange (1803-1888) le Traité élémentaire d'histoire naturelle... (2 volumes).
Il fonde aussi plusieurs revues : le Magasin de zoologie, d’anatomie comparée et de paléontologie (1830), la Revue zoologique par la Société cuviérienne (1838), la Revue et Magasin de zoologie pure et appliquée (1849) et enfin la Revue de sériciculture (1863), époque où on s’intéresse beaucoup à la production séricicole française.
Il dirige de 1833 à 1839 le Dictionnaire pittoresque d’histoire naturelle, réédité de 1843 à 1840 sous le titre Nouveau dictionnaire classique d’histoire naturelle. Il acquiert le manuscrit des observations de Desjardins après sa mort, mais ne les publiera jamais.
En 1849, il observe chez certains vers à soie malades la présence de corpuscules qu'Emilio Cornalia étudiera après lui (1856) et qu'on appellera « corpuscules de Cornalia ».

## Sources
- Jean Gouillard (2004). Histoire des entomologistes français, 1750-1950. Édition entièrement revue et augmentée. Boubée (Paris) : 287 p.
- Jean Lhoste (1987). Les Entomologistes français. 1750-1950. INRA Éditions : 351 p.